# Atlaua

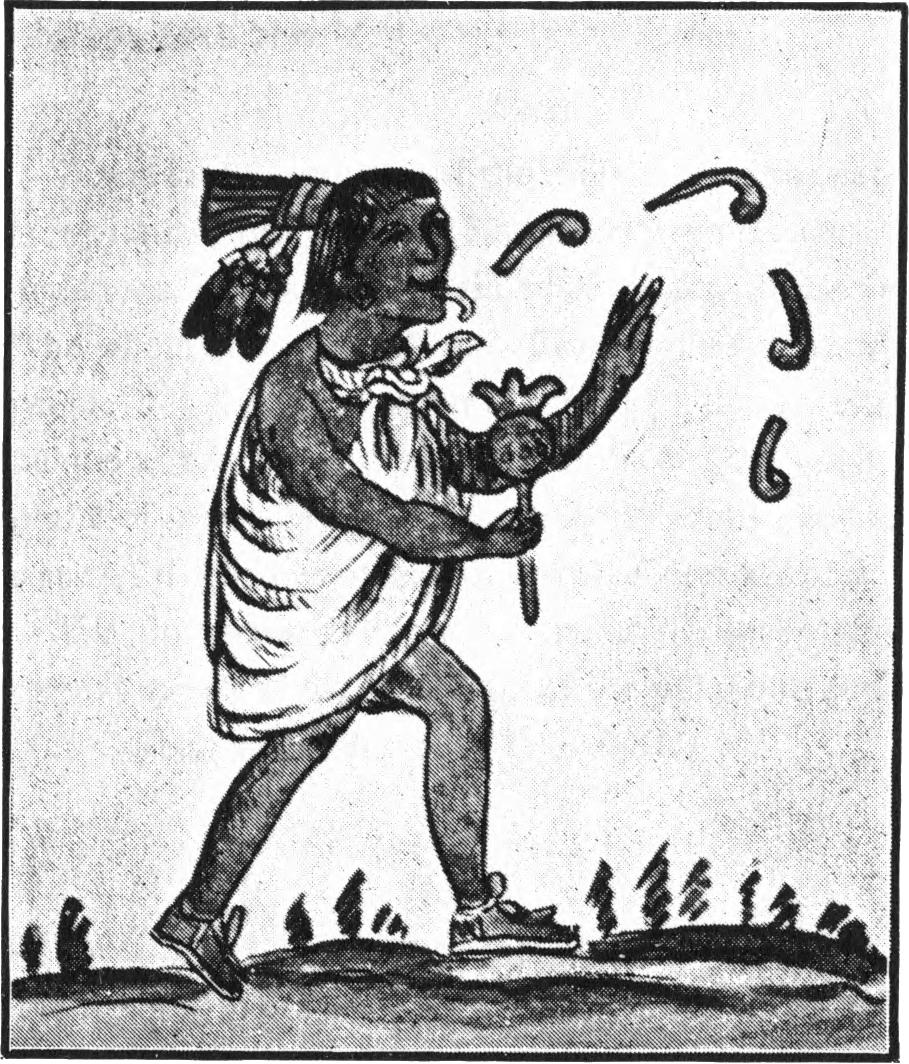
Atlaua

Atlaua oder Atlahua, (Nahuatl: Herr des Wassers) war in der aztekischen Götterwelt der Gott des Wassers (atl). Er galt als Beschützer der Fischer und Bogenschützen, da sein Name auch mit der Speerschleuder atlatl assoziiert ist. Die mythologische Bedeutung Atlauas scheint sich in großem Maße mit der Opochtlis und Amimitls (Wasserpfeil) zu überlappen. Das nebenstehende Bild entstammt dem Rig Veda Americano, dessen Inhalte ihrerseits der Historia general de las cosas de la Nueva España von Bernardino de Sahagún entnommen sind. Näheres über die spezielle Mythologie Atlauas ist nicht bekannt.